# On l'appelait Milady
Série
Les Trois Mousquetaires
(1973) Le Retour des Mousquetaires
(1989)
Pour plus de détails, voir Fiche technique et Distribution.
On l'appelait Milady (The Four Musketeers: Milady's Revenge) est un film multinational réalisé par Richard Lester et sorti en 1974. 
Adapté du roman Les Trois Mousquetaires d'Alexandre Dumas, il s'agit du deuxième volet d'un triptyque commencé l'année précédente avec Les Trois Mousquetaires et qui se conclut en 1989 avec Le Retour des Mousquetaires.

## Synopsis
Après l'« affaire des Ferrets de la reine », Milady de Winter est décidée à prendre sa revanche en faisant enlever Constance Bonacieux, dont D'Artagnan est amoureux. Soutenue par le comte de Rochefort, qui part porter secours aux assiégés de La Rochelle, elle s'engage à participer à l'assassinat du duc de Buckingham. 
D'Artagnan, Athos, Porthos et Aramis parviennent à échapper à de multiples attaques mais ils ne réussissent pas à empêcher la mort du Duc. Le cardinal de Richelieu parvient cependant à prendre La Rochelle et les quatre mousquetaires se lancent alors au secours de Constance, retenue prisonnière dans un couvent. 
Ils arrivent cependant trop tard et découvrent le corps de Constance, assassinée par Milady. Ils signent alors l'arrêt de mort de cette dernière qui, une fois capturée est livrée à la hache du bourreau de Béthune. Par la suite, D'Artagnan est arrêté par les gardes du cardinal et se retrouve devant ce dernier. Découvrant que le jeune mousquetaire a une fois de plus déjoué ses plans, Richelieu décide de lui remettre un brevet de lieutenant en échange de son silence.

## Fiche technique
- Titre original : The Four Musketeers: Milady's Revenge
- Titre français : On l'appelait Milady
- Réalisation : Richard Lester
- Scénario : George MacDonald Fraser, d'après le roman d'Alexandre Dumas
- Photographie : David Watkin
- Régie et presse :  Josiane Nancy Bonnin[1]
- Musique : Lalo Schifrin
- Production : Alexander Salkind, Ilya Salkind, Michael Salkind, Wolfdieter von Stein, Pierre Spengler pour Este Films, Film Trust S.A.
- Durée : 108 minutes
- Pays de production :  Espagne,  Panama,  Royaume-Uni et  États-Unis
- Langue originale : anglais
- Format : Couleur (Technicolor) - Son : Mono
- Durée : 108 minutes
- Dates de sortie :
  - Allemagne de l'Ouest : 31 octobre 1974
  - France : 11 août 1976
- Affiche : Michel Landi (France)

## Distribution
- Oliver Reed (VF : René Arrieu) : Athos
- Frank Finlay (VF : Serge Sauvion) : Porthos
- Richard Chamberlain (VF : Dominique Paturel) : Aramis
- Michael York (VF : Bernard Murat) : D'Artagnan
- Raquel Welch (VF : Nelly Benedetti) : Constance Bonacieux
- Roy Kinnear (VF : Francis Lax) : Planchet
- Jean-Pierre Cassel : Louis XIII
- Geraldine Chaplin : Anne d'Autriche
- Simon Ward (VF : Jean-François Poron) : Le duc de Buckingham
- Charlton Heston (VF : Jean Davy) : Le cardinal de Richelieu
- Christopher Lee (VF : Jacques Thébault) : Le comte de Rochefort
- Faye Dunaway (VF : Perrette Pradier) : Milady de Winter
- Nicole Calfan : Kitty, demoiselle d'honneur de Milady
- Ángel del Pozo (VF : Louis Arbessier) : Jussac
- Jack Watson : Busigny
- Michael Gothard : John Felton, geôlier de Milady à la Tour de Londres

## Distinctions
- Oscars 1976 : Nomination à l’Oscar de la meilleure création de costumes  pour Yvonne Blake et Ron Talsky
- BAFTA Awards 1976 : Nomination dans la catégorie « Meilleurs costumes »  pour Yvonne Blake
- Evening Standard British Film Awards 1976 de la « Meilleure comédie » pour Richard Lester